# Shoal River 65A
Shoal River 65A är ett reservat i Kanada.   Det ligger i provinsen Manitoba, i den sydöstra delen av landet, 2 000 km väster om huvudstaden Ottawa.
I omgivningarna runt Shoal River 65A växer i huvudsak blandskog. Trakten runt Shoal River 65A är nära nog obefolkad, med mindre än två invånare per kvadratkilometer.